# Шаришске-Чьерне
Шаришске-Чьерне (словац. Šarišské Čierne) — село и одноимённая община в округе Бардеёв Прешовского края Словакии.

## История
Впервые упоминается в 1414 году. Населенное украинцами, но после Второй мировой войны, под угрозой переселения в СССР, абсолютное большинство крестьян переписалась на словаков и русинов.
В селе есть греко-католическая церковь, построенная в 1932 году.

## Население
| Год:                | 1994 | 2004    | 2014    | 2024    |
| ------------------- | ---- | ------- | ------- | ------- |
| Количество человек: | 357  | 325     | 301     | 299     |
| Разница:            |      | −8,96 % | −7,38 % | −0,66 % |

Национальный состав населения (по данным последней переписи населения 2001 года):
- словаки — 37,39 %
- украинцы — 26,96 %
- русины — 21,16 %
- цыгане — 14,20 %

Состав населения по принадлежности к религии состоянию на 2001 год:
- православные — 54,49 %,
- греко-католики — 42,03 %,
- римо-католики — 0,87 %,
- не считают себя верующими или не принадлежат к одной вышеупомянутой церкви - 0,87 %